# Grand Pinier
Le Grand Pinier est un sommet de la vallée de Freissinières (Hautes-Alpes) culminant à 3 117 m d'altitude. Il se situe en fond de vallée, entre le vallon de Chichin (menant au col de Freissinières), et le Petit Pinier (3 100 m). La manière la plus commune d'y accéder est de passer par son versant est. L'itinéraire fait partir de Dormillouse (1 727 m) (ou du parking 286 mètres plus bas), pour ensuite monter au lac Palluel (2 472 m), et rejoindre la crête de la Tête du Serre Eyraut menant principalement en hors sentier au sommet.
Le panorama offre une vision complète sur la vallée de Freissinières, l'Ailefroide, les Bans, la vallée d'Orcières, le Petit Pinier ou encore la Tête de Gramuzat.